# Монтеккія-ді-Крозара
Монтеккія-ді-Крозара (італ. Montecchia di Crosara, вен. Montecìa de Crosara) — муніципалітет в Італії, у регіоні Венето,  провінція Верона.
Монтеккія-ді-Крозара розташована на відстані близько 420 км на північ від Рима, 85 км на захід від Венеції, 21 км на схід від Верони.
Населення — 4379 осіб (2014).

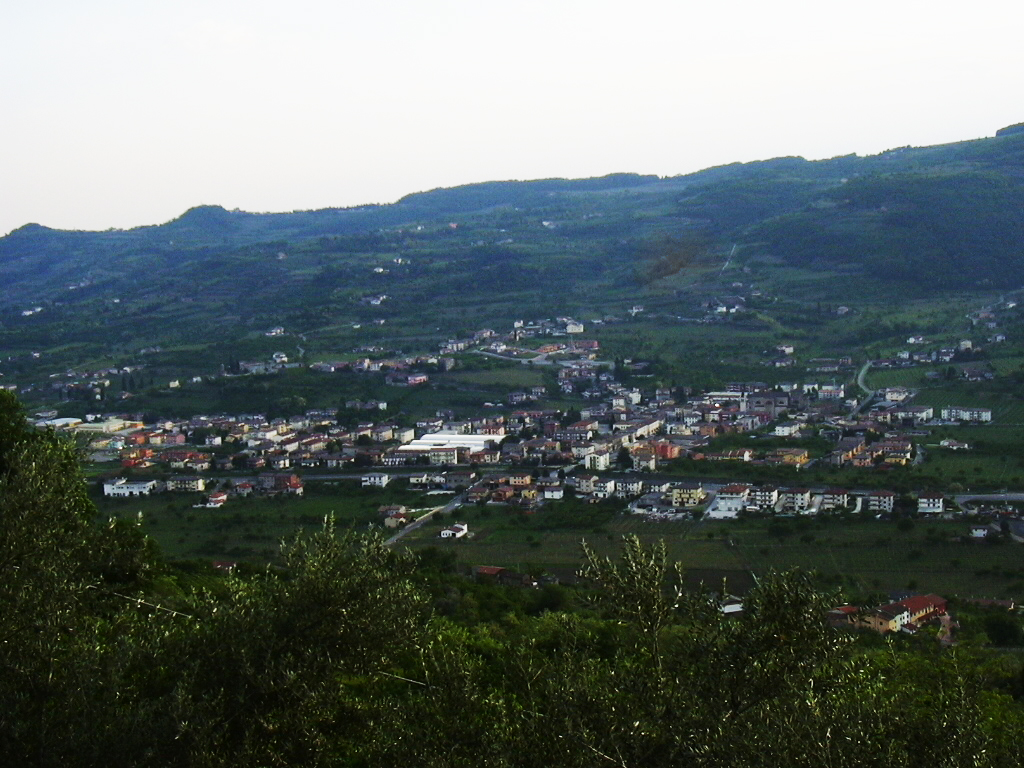

Щорічний фестиваль відбувається 8 вересня. Покровитель — Madonna di Monte Berico.

## Демографія
Населення за роками:

Станом на 1 січня 2023 року в муніципалітеті офіційно проживав 431 іноземець з 35 країн, серед них 58 громадян країн Євросоюзу та 12 громадян України.

## Сусідні муніципалітети
- Каццано-ді-Трамінья
- Гамбеллара
- Монтефорте-д'Альпоне
- Ронка
- Сан-Джованні-Іларіоне
- Соаве